# زتا کشتیدم
زتا کشتیدم (به فرانسوی: Zeta Puppis) یا نئوس یا سهیل هَدَر ستاره‌ای در صورت فلکی کشتیدم است.
ردهٔ طیفی این ستاره O5Ia است. دمای سطح این ستاره ۴۲٬۴۰۰ درجهٔ کلوین و جرم آن ۵۹ جرم خورشیدی است.